# Eau Claire Amt
Eau Claire County er et amt i delstaten Wisconsin. Amtets samlede areal er 1.671 km², og indbyggertallet 93.142 (2000). Hovedbyen er Eau Claire. 
Det ligger i de centrale dele af delstaten og grænser op til Chippewa County i nord, Clark County i øst, Jackson County i sydøst, Trempealeau County i syd, Buffalo County i sydvest samt mod Pepin County og Dunn County i vest. 
Amtet blev grundlagt i 1856 og har sit navn efter byen Eau Claire, der igen er opkaldt efter Eau Claire River.
44°44′N 91°17′V / 44.73°N 91.29°V